# Алексеевская (Плесецкий район)
Алексеевская — деревня в Плесецком районе Архангельской области России. Входит в состав муниципального образования «Тарасовское».
Находится рядом с деревней Подволочье. В деревне проживает 25 зарегистрированных жителей и около 10 имеют дачи.
В Алексеевской с 1940-х по 1990-е находилось управление колхозами села «Тарасово». Вблизи протекает река Пукса.
Деревня впервые упоминается в 1556 году в Сотных Каргопольского уезда. Алексеевская расположена на старом Санкт-Петербургском тракте, проложенном в 1720-е годы. В данный момент полотно тракта непроходимо. От деревни ведет дорога к упраздненному селу «Церковное».